# Fast Color
Fast Color es una película estadounidense de 2018 dirigida por Julia Hart y protagonizada por Gugu Mbatha-Raw, Lorraine Toussaint, Saniyya Sidney, Christopher Denham y David Strathairn. Fue estrenada en el festival South by Southwest el 10 de marzo de 2018. 

## Sinopsis
En el futuro Medio Oeste Americano, donde no ha llovido en ocho años, Ruth es una vagabunda sin hogar cuyas convulsiones desencadenan terremotos sobrenaturales. Mientras viaja a su antigua casa familiar, conoce a Bill, un científico encubierto que intenta capturar a Ruth para estudiarla. Bill la engaña para que acepte viajar con él y luego intenta sacarle muestras de sangre, pero Ruth lo hiere y huye en dirección a su casa. A partir de entonces se desencadena una persecución en la que también se ve implicada Lila, la hija de Ruth. 

## Reparto
- Gugu Mbatha-Raw es Ruth.
- Lorraine Toussaint es Bo.
- Saniyya Sidney es Lila, hija de Ruth.
- Christopher Denham es Bill.
- David Strathairn es Ellis.
- Levi Dylan Martinez es Henry.

## Recepción
En Rotten Tomatoes, la película cuenta con una aprobación del 82% basada en 82 reseñas, con un índice de audiencia promedio de 6.81/10. Su consenso indica: "Una historia de superhéroes que ofrece algo más que simplemente golpear a los malos, Fast Color destaca por la actuación de Gugu Mbatha-Raw.". En Metacritic cuenta con un 64% de aprobación, indicando "reseñas generalmente favorables".